# Stanley Johnson
Stanley Herbert Johnson (Anaheim, 29 maggio 1996) è un cestista statunitense.

## Caratteristiche tecniche
È soprannominato Stanimal, per via della sua grande aggressività e prestanza fisica che mette in mostra quando gioca.

## Carriera
Dopo una sola stagione in NCAA con gli Arizona Wildcats (chiusa con quasi 14 punti di media) viene scelto all'ottava chiamata del Draft 2015 dai Detroit Pistons. Chiude la Summer League di Orlando con una media di 16,2 punti e 6,8 rimbalzi a partita con il 57,7% dal campo.
Il 6 febbraio 2019 viene ceduto ai New Orleans Pelicans in seguito a una trade a 3 squadre che ha visto coinvolti anche i Milwaukee Bucks, a cui Johnson sembrava inizialmente destinato ad andare.
Il 24 dicembre 2021 viene ufficializzato sulla pagina Instagram dei Los Angeles Lakers un contratto di 10 giorni per Stanley Johnson.

## Statistiche

### NCAA
| Anno      | Squadra          | PG | PT | MP   | TC%  | 3P%  | TL%  | RP  | AP  | PRP | SP  | PP   |
| --------- | ---------------- | -- | -- | ---- | ---- | ---- | ---- | --- | --- | --- | --- | ---- |
| 2014-2015 | Arizona Wildcats | 38 | 37 | 28,4 | 44,6 | 37,1 | 74,2 | 6,5 | 1,7 | 1,5 | 0,4 | 13,8 |

#### Massimi in carriera
- Massimo di punti: 22 (2 volte)[6]
- Massimo di rimbalzi: 13 vs Nevada-Las Vegas (23 dicembre 2014)
- Massimo di assist: 6 vs Southern California (19 febbraio 2015)
- Massimo di palle rubate: 4 vs Texas-El Paso (19 dicembre 2014)
- Massimo di stoppate: 2 (2 volte)
- Massimo di minuti giocati: 37 vs San Diego State (26 novembre 2014)

### NBA

#### Regular season
| Anno      | Squadra           | PG  | PT  | MP   | TC%  | 3P%  | TL%  | RP  | AP  | PRP | SP  | PP  |
| --------- | ----------------- | --- | --- | ---- | ---- | ---- | ---- | --- | --- | --- | --- | --- |
| 2015-2016 | Detroit Pistons   | 73  | 6   | 23,1 | 37,5 | 30,7 | 78,4 | 4,2 | 1,6 | 0,8 | 0,2 | 8,1 |
| 2016-2017 | Detroit Pistons   | 77  | 1   | 17,8 | 35,3 | 29,2 | 67,9 | 2,5 | 1,4 | 0,7 | 0,3 | 4,4 |
| 2017-2018 | Detroit Pistons   | 69  | 50  | 27,4 | 37,5 | 28,6 | 77,2 | 3,7 | 1,6 | 1,4 | 0,2 | 8,7 |
| 2018-2019 | Detroit Pistons   | 48  | 7   | 20,0 | 38,1 | 28,2 | 80,4 | 3,6 | 1,3 | 1,0 | 0,3 | 7,5 |
| 2018-2019 | N.O. Pelicans     | 18  | 0   | 13,7 | 41,8 | 32,4 | 69,2 | 2,3 | 1,6 | 0,7 | 0,1 | 5,3 |
| 2019-2020 | Toronto Raptors   | 25  | 0   | 6,0  | 37,3 | 29,2 | 56,3 | 1,5 | 0,8 | 0,2 | 0,2 | 2,4 |
| 2020-2021 | Toronto Raptors   | 61  | 13  | 16,5 | 38,2 | 32,8 | 80,0 | 2,5 | 1,5 | 0,9 | 0,3 | 4,4 |
| 2021-2022 | L.A. Lakers       | 48  | 27  | 22,8 | 46,6 | 31,4 | 71,6 | 3,2 | 1,7 | 0,9 | 0,3 | 6,7 |
| 2022-2023 | San Antonio Spurs | 30  | 0   | 15,6 | 53,3 | 45,0 | 66,7 | 3,2 | 2,2 | 0,5 | 0,2 | 5,8 |
| Carriera  | Carriera          | 449 | 104 | 19,8 | 39,1 | 30,5 | 74,8 | 3,1 | 1,5 | 0,9 | 0,2 | 6,2 |

#### Play-off
| Anno     | Squadra         | PG | PT | MP   | TC%  | 3P%  | TL% | RP  | AP  | PRP | SP  | PP  |
| -------- | --------------- | -- | -- | ---- | ---- | ---- | --- | --- | --- | --- | --- | --- |
| 2016     | Detroit Pistons | 4  | 0  | 20,3 | 52,2 | 60,0 | 100 | 4,0 | 0,0 | 0,3 | 0,0 | 8,0 |
| 2020     | Toronto Raptors | 3  | 0  | 6,7  | 45,5 | 40,0 | 100 | 1,3 | 2,0 | 0,0 | 0,0 | 4,3 |
| Carriera | Carriera        | 7  | 0  | 14,5 | 50,0 | 53,3 | 100 | 2,9 | 0,9 | 0,1 | 0,0 | 6,4 |

#### Massimi in carriera
- Massimo di punti: 35 vs Chicago Bulls (13 maggio 2021)[7]
- Massimo di rimbalzi: 12 (2 volte)
- Massimo di assist: 8 vs Philadelphia 76ers (23 marzo 2022)
- Massimo di palle rubate: 5 (2 volte)
- Massimo di stoppate: 4 vs Atlanta Hawks (30 dicembre 2016)
- Massimo di minuti giocati: 46 vs Denver Nuggets (10 aprile 2022)

## Palmarès

### Squadra
- Coppa del Presidente: 1

Anadolu Efes: 2024

### Individuale
- McDonald's All-American Game (2014)
- Julius Erving Award (2015)